# Instituto Australiano de Política Estratégica
O Instituto Australiano de Política Estratégica (em inglês: Australian Strategic Policy Institute, ASPI) é uma usina de ideias financiada pelo governo australiano que foi criada em 2001. O papel do ASPI é desenvolver idéias em defesa da Austrália e opções estratégicas de política e ajudar a informar o público sobre questões de defesa e de política estratégica.